# Punxaflors negre
El punxaflors negre (Diglossa humeralis) és una espècie d'ocell de la família dels tràupids (Thraupidae) que habita els clars de la selva humida i arbusts de les muntanyes de l'oest, est i nord-est de Colòmbia, l'Equador, nord-oest del Perú i sud-oest i nord-oest de Veneçuela.